# Mister Chase, podeu sortir
Mister Chase, podeu sortir és una novel·la de fantasia de l'escriptor català Manuel de Pedrolo escrita l'any 1953 i publicada el 1955. És una especulació sobre la vida després de la mort. Juntament amb Introducció a l'ombra (1956) i Entrada en blanc (1958), forma part d'un grup de novel·les de Pedrolo sobre metafísica fantàstica.

## Argument
Walter Chase és mort i arriba a un hotel amb altra gent. L'edifici té una sola porta d'entrada i dues de sortida. A cadascú li és assignada una habitació, però la majoria dels hostes passen el temps al vestíbul conversant, mentre esperen indefinidament que passi alguna cosa. Walter Chase comença una investigació per a entendre el sentit del lloc on ha anat a parar.